# Cuir sintètic
El cuir sintètic, cuir artificial o Polipiel és un material destinat a substituir el cuir en camps tals com a tapisseria, roba, calçat i teles i altres usos on es desitja un acabat similar al cuir, però el material real és de cost prohibitiu o inadequat. El cuir artificial es comercialitza sota molts noms, incloent "pell sintètica", "imitació de cuir", "SKAI", "Polipiel" etc.

## Fabricació

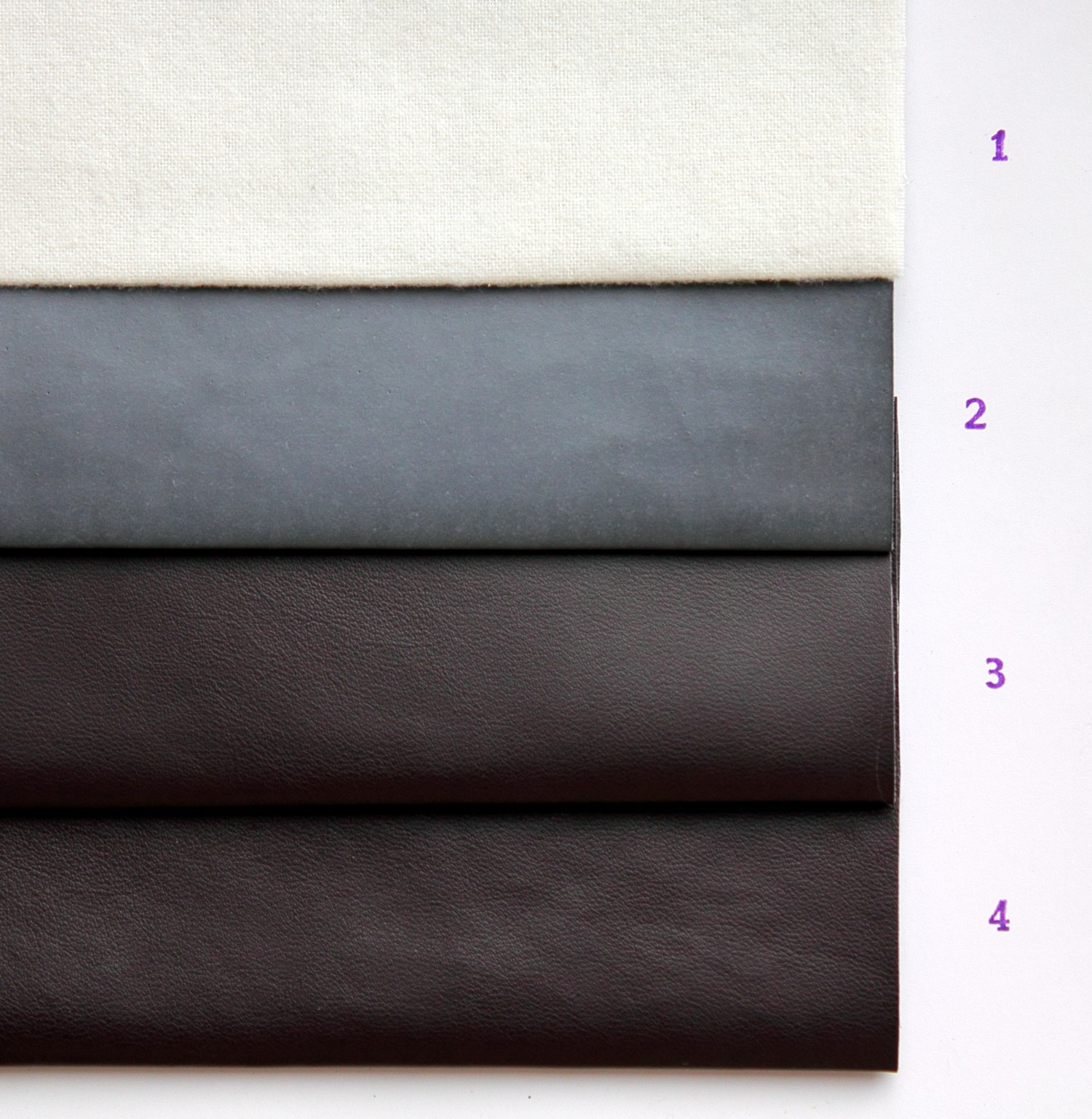
Passos per fabricar cuir sintètic de poliuretà: 1) El teixit base. 2) S'aplica una capa de poliuretà. 3) S'afegeix una capa de color. 4) Es conclou agregant la textura.

S'han desenvolupat molts mètodes diferents per a la fabricació de pells d'imitació.
Un dels primers va ser Presstoff. Inventat en l'Alemanya del segle xix, està fet de polpa de paper especialment estratificada i tractada. Va guanyar el seu ús més ampli a Alemanya durant la Segona Guerra Mundial per substituir al cuir, que en aquesta situació de guerra va ser racionat. Presstoff es pot utilitzar en gairebé totes les aplicacions que normalment s'omplen amb cuir, amb excepció d'articles com el calçat, que va ser sotmès repetidament a desgast per flexió o humitat. En aquestes condicions, Presstoff tendeix a deslaminar-se i perdre cohesió.
Els poromèrics estan fets d'un revestiment de plàstic (generalment un poliuretà) sobre una capa base fibrosa (típicament un polièster). El terme poromeric va ser encunyat per DuPont com un derivat dels termes "porós" i "polimèric". El primer material poromèric fou el Corfam de DuPont, presentat el 1963 al Chicago Shoe Show. El Corfam fou la peça central del pavelló DuPont a la Fira Mundial de Nova York de 1964. Després de gastar milions de dòlars venent el producte als fabricants de calçat, DuPont va retirar Corfam del mercat el 1971 i en va vendre els drets a una empresa de Polònia.
El grup alemany Konrad Hornschuch AG va registrar Polipiel sota el nom de Skai.
La pell sintètica també es fa cobrint una base de tela amb plàstic. La tela pot estar feta de fibra natural o sintètica que després es cobreix amb una capa de PVC tou. La pell sintètica s'usa en enquadernació i era comuna als estoigs de les càmeres fotogràfiques del segle xx.
El cuir de suro és una alternativa de fibra natural feta de l'escorça de les sureres que s'ha comprimit, similar a Presstoff.

## Roba, teles i sabates
Els cuirs artificials sovint s'usen en robes i teles.
Un desavantatge del cuir artificial recobert de plàstic és que no és porós i no permet que passada l'aire; per tant, la suor pot acumular-se si s'usa per a roba, cobertes de seients d'automòbils, sabates (que pot donar lloc a problemes podològics), etc.
Una dels seus principals avantatges, especialment en automòbils, és que requereix poc manteniment en comparació del cuir i que no s'esquerda, ni s'esvaeix fàcilment.

## Marques

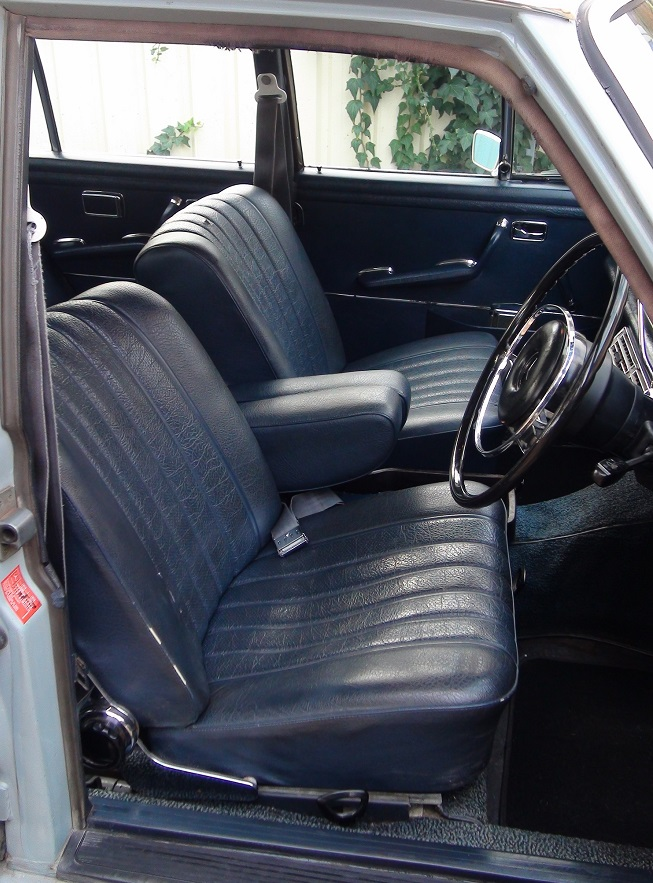
1968 Mercedes Benz 280ES (W108) Seients i portes en Blue MB-Tex.

- Clarino: fabricat per Kuraray Co., Ltd. del Japó.
- Fabrikoid: una marca de DuPont, tela de cotó recoberta amb nitrocel·lulosa.
- Lorica: fabricat per Lorica Sud, una curtiduría italiana.[5]
- MB-Tex: utilitzat en molts ajustos de base de Mercedes-Benz.[6]
- Naugahyde: una marca nord-americana presentada per Uniroyal.
- Rexine: una marca britànica.
- Kirza: forma russa desenvolupada en la dècada de 1930 que consisteix en tela de cotó, làtex i resina.
- Piñatex: fet de fulles de pinya.

## Mediapiel i Ecopiel
La Mediapiel conté una part de cuir natural i una altra de pell sintètica.
L'Ecopiel és una mescla de cuir i pell sintètica, que és més barata que la pell, però menys assequible que la Polipiel.